# Taraxacum urbicola
Taraxacum urbicola — вид квіткових рослин з родини айстрових (Asteraceae). Вид зростає в Європі: Австрія, Чехія, Німеччина, Польща; це багаторічна рослина помірних біомів.
Рослина 20–30 см заввишки. Листки випростані, світло-сіро-зелені, ± голі; черешок від рожевого до червонувато-фіолетового, безкрилий або злегка крилатий; бічні частки листка 5–6 пар, трикутні, з широкою прикореневою частиною, яка поступово звужується, цільні або з окремими дрібними тонкими зубцями по верхньому краю, нижній край часто також з тонким зубцем; кінцеві частки листа трикутні з язикоподібним кінчиком. Обгортка оливково-зелена. Зовнішні приквітки з верхнього боку брудно-сіро-зелені, з червоно-бурим відтінком, неправильно загнуті назад, 2–4 мм завширшки, без країв.